# 恩特里里乌斯-迪米纳斯
恩特里里乌斯－迪米纳斯是巴西米纳斯吉拉斯州的一个市镇。总面积462.816平方公里，总人口14426人，人口密度31.2人/平方公里。